# Operace Lítání
Operace Lítání je název pro vojenskou akci Izraelských obranných sil (IOS), při níž izraelské vojenské jednotky v roce 1978 pronikly do Libanonu a obsadily jeho území až po řeku Lítání. Při této operaci se IOS podařilo úspěšně zatlačit vojenské síly OOP severně za tuto řeku. Libanonské protesty u OSN vedly posléze k vytvoření mírových sil UNIFIL a izraelskému stažení z obsazených území.
Název libanonské řeky Lítání se během plánování operace nikdy nevyskytl, neboť s postupem IOS až k této řece se vůbec nepočítalo.

## Prolog
Operace Lítání byla výsledkem dlouhotrvajícího izraelsko-palestinského konfliktu. V roce 1968 OOP a další palestinské ozbrojené skupiny obsadily jižní část Libanonu. S přílivem 3 000 příslušníků OOP vyhnaných z Jordánska (po neúspěšném pokusu o převrat) vzniklo na jihu Libanonu území, na němž vládu de facto vykonávaly palestinské organizace. Toto území bylo zároveň palestinskými ozbrojenci využíváno k útokům proti severu Izraele. Na tyto útoky Izrael odpovídal vojenskými útoky proti základnám OOP. Vzájemné srážky se vystupňovaly až do První libanonské války v roce 1982 a vytlačení OOP z Libanonu.

## Casus belli
11. března 1978 se na izraelské pláži ve Středozemním moři vylodilo komando 11 Palestinců ozbrojených kalašnikovy AK-47, granáty a dynamitem. Teroristé Fatáhu pod velením osmnáctileté Dalal Mughrabiové připluli z Libanonu. Zastřelili americko-izraelskou fotografku Gail Rubinovou a poté na dálnici mezi Tel Avivem a Haifou zajali dva autobusy plné výletníků. Většinu z nich nacpali do jednoho z autobusů a řidiče přinutili jet směrem na Tel Aviv. Cestou stříleli po projíždějících autech i po policejních pronásledovatelích. Autobus se podařilo zadržet na jedné z křižovatek severně od Tel Avivu. Zde došlo k přestřelce mezi únosci a oddílem izraelských policistů, pohraničníků a vojáků. Během přestřelky explodovaly granáty a autobus začal hořet. Výsledkem masakru na pobřežní silnici byla smrt 38 Izraelců a devíti Palestinců. Jako odvetu spustil Izrael o pět dní později Operaci Lítání.

## Průběh bojů
Jednotky, které se Operace Lítání měly zúčastnit, dostaly rozkaz postoupit 10 km do hloubky libanonského území a zničit tábory OOP a její vojenské základny. Zároveň měly být obsazeny 4 enklávy, které by vzápětí byly předány pod kontrolu křesťanské Jiholibanonské armády (SLA).
14. března 1978 zahájilo několik brigád IOS o síle 7 000 mužů
(později až 25 000) útok přes izraelsko-libanonskou hranici směrem k řece Lítání. Celé toto území (s výjimkou Týru) bylo záhy obsazeno. V týlu protivníka byly vysazeny paradesantní oddíly určené k odříznutí ústupových cest a letectvo a dělostřelectvo systematicky ničilo pozice Palestinců. Obrněné jednotky postupovaly opatrně a pomalu, aby co nejvíce snížily vlastní ztráty.
Díky tomu, že operace probíhala hladce, postoupily izraelské jednotky během sedmi dní až řece Lítání a místo obsazení naplánovaných 4 enkláv obsadily souvislé pásmo území mezi izraelsko-libanonskou hranicí a řekou Lítání. Celé území bylo předáno pod kontrolu SLA. Izraelské velení ale nevěřilo, že by SLA dokázala území s převážně muslimským obyvatelstvem zvládnout.

## Výsledek války

### Ztráty
Během Operace Lítání zahynulo, podle odhadu libanonské vlády, 1 100 – 2 000 Libanonců, vesměs civilistů. Několik izraelských vojáků bylo postaveno před vojenský soud za zabíjení civilistů. Na izraelské straně zahynulo 20 příslušníků IOS.

### Stažení jednotek IOS
Jako odpověď na izraelskou invazi do Libanonu vydala Rada bezpečnosti OSN rezoluce č. 425 a 426, ve kterých vyzývá Izrael ke stažení jednotek. Zároveň vznikly prozatímní jednotky mise UNIFIL (The United Nations Interim Forces in Lebanon), které měly rezoluce RB prosazovat a zajišťovat mír a svrchovanost libanonské vlády na území jižního Libanonu. Příslušníci těchto jednotek se stávali cíli útoků jak ze strany SLA, tak palestinských skupin.
Izraelská armáda zahájila stahování 30. června 1978. SLA Izrael předal území o šířce 10–15 km podél libanonsko-izraelské hranice.

## Ukončení války
Válka započatá Operací Lítání byla oficiálně ukončena 16. června 2000, kdy RB OSN konstatovala, že Izrael splnil všechny požadavky obsažené v rezoluci RB OSN č. 425 (stáhl své jednotky za izraelsko-libanonskou hranici). Libanonská vláda ale požadovala úplné stažení, tzn. i z farem Šibáa, což je území, o které Libanon i Izrael vedou spory. Libanonský požadavek však byl odmítnut ve zprávě generálního tajemníka OSN.